# Пятьдесят франков «Сент-Экзюпери»
Пятьдесят франков Сент-Экзюпери — французская банкнота, эскиз которой был разработан 10 марта 1992 года, и которая выпускалась Банком Франции с 20 октября 1993 года до перехода на евро.

## История
Эта банкнота, как и другие банкноты, заменённые на евро (500 франков Пьер и Мари Кюри, 200 франков Густав Эйфель, 100 франков Сезанн, 20 франков Дебюсси), перестала быть законным платёжным средством с 18 февраля 2002 г. и принималась в филиалах банка Франции, в Центральном банке заморских департаментов до 17 февраля 2012 включительно..

## Описание
Банкнота была разработана французско-швейцарским дизайнером Роже Пфундом. В дополнение к портрету Антуана де Сент-Экзюпери, она включает в себя изображение литературного героя — Маленький принц.
На аверсе банкноты изображён портрет Сент-Экзюпери на фоне карты мира. На карте изображён один  из маршрутов, полётов Сент-Экзюпери, в верхней части банкноты силуэт самолета «Латокоэр-25», в нижней части банкноты — рисунок Сент-Экзюпери, изображающий Маленького принца на его «планете». Над водяным знаком — довольно известный шутливый рисунок писателя — «Удав, переваривающий слона».
На реверсе банкноты картина Сент-Экзюпери, на которой был изображён самолет «Бреге-14» в песках пустыни Сахара. На данном самолёте Антуан Сент-Экзюпери летал над пустыней, где был вынужден совершить внеплановую посадку. В это время Сент-Экзюпери придумал «Маленького принца», его изображение, присутствует также и на лицевой стороне — расположено справа от самолета.  В верхней части банкноты — роза ветров.
Размеры банкноты 123 мм х 80 мм.

## Также
- Французский франк